# Guerra social
La Guerra social fou un conflicte intern romà que es va lliurar entre el 91 aC i el 87 aC, en què un grup d'aliats itàlics (socii, d'aquí el nom del conflicte) es va revoltar contra Roma, després de no haver pogut aconseguir la ciutadania romana. Així mateix, fou coneguda com a Guerra màrsica, pel protagonisme dels marsis, però també i més correcte com a Guerra dels aliats.

## Antecedents
Des del segle iii aC moltes ciutats i pobles d'Itàlia eren aliats de Roma, teòricament independents, però havien de proveir a Roma amb soldats i tributs i tenien molt poca participació en el botí de guerra i en les decisions. Al segle ii aC, la majoria dels soldats de les legions es reclutaven entre aquests aliats, però els beneficis revertien a Roma i cada vegada menys als aliats. Aquestos, tot i que això suposava perdre la seva sobirania nominal, van començar a reclamar la ciutadania romana plena.
El 91 aC foren elegits cònsols Luci Marci Filip i Sext Juli Cèsar. El tribú Marc Livi Drus es va aliar al cap dels marsis Pompedi Siló per fer aprovar una llei reconeixent la ciutadania romana a tots els italians; però el cònsol Filip s'hi va oposar. Els marsis van planejar l'assassinat del cònsol, mentre que tot el país va quedar dividit entre els partidaris de la llei i els oposats.
El detonant de la guerra fou l'assassinat de Livi Drus. Els confederats van establir el sistema de ciutat estat i van fundar una ciutat anomenada Itàlia, al lloc de Corfinium, amb la seva moneda i les seves forces militars i lleis, i totes les ciutats es van confederar i eren part d'aquest estat d'Itàlia.

## Guerra dels aliats
Als territoris aliats de la península d'Itàlia, l'ambient polític estava molt carregat i molts demanaven la revolta. Els primers revoltats foren els picentins junt amb els marsis, i van seguir els samnites, els lucans, i ciutats de la Pulla. El rebels es van confederar i Q. Pompedi Siló pel grup marsi (al nord) i Papi Mutil, pel grup samnita (sud), van emergir com a principals líders. Mari Egnaci va assolir la direcció militar de les operacions. La primera acció de la guerra fou un atac a Asculum a la tardor del 91 aC. Els marsis van iniciar la guerra assetjant Alba Fucensis (91 aC), colònia romana i fortalesa.

## Campanya de l'any 90 aC
A Roma, foren elegits cònsols Publi Rutili Llop (assistit per Gai Mari i Gneu Pompeu Estrabó) i Luci Juli Cèsar (assistit per Lluci Corneli Sul·la i Tit Didi).
Rutili fou enviat a Alba Fucensis i va rebutjar els atacants. Una divisió romana, dirigida per Perpenna, fou aniquilada. El cap rebel Mari Egnaci va ocupar Venafrum i el seu lloctinent Vettius Cato va derrotar el cònsol romà Luci Juli Cèsar al congost de Masicus (prop de Volturnus). Rutili fou derrotat i mort a la vall del Tolenus. El pretor romà Corconicus, que estava assetjant Venusa, es va haver de retirar. Però els rebels van ser derrotats a la riba del riu Amfidius i Egnaci va morir, i els romans van poder sotmetre la Pulla; després d'això la revolta va quedar tocada.
Els romans van actuar hàbilment i van donar la ciutadania romana als soldats "bàrbars" (hispans, gals i italians) que es distingien en la lluita, i a les ciutats i pobles que havien restat fidels a Roma (Lex Julia proposada pel cònsol Luci Juli Cèsar). Gai Mari, actuant com a legat de Rutili, va aconseguir redreçar la situació militar i va obtenir una decisiva victòria sobre els marsis, en què aquestos i els seus aliats van perdre sis mil guerrers i va morir el cap dels marsis Heri Asini, lliurat en un lloc no esmentat; tot i la victòria, Mari no va poder empaitar els marsis i va romandre al seu campament bloquejat per Pompedi Siló, i una nova batalla no va tenir resultats decisius. Servili Cepió, lloctinent de Mari, fou aniquilat pels marsis; en canvi, els pelignes foren derrotats pel romà Servi Sulpici, però sense caràcter decisiu.

## Campanya del 89 aC
El 89 aC, foren elegits cònsols Luci Porci Cató i Gneu Pompeu Estrabó. Aquest darrer va obtenir algunes victòries sobre marsis i aliats, però aquestos, que assetjaven Asèrnia (Asernia), dirigits pel marsi Veci Scata, van rebutjar un exèrcit romà de socors. El cap dels confederats, Mutil, va atacar el campament romà prop d'Asernia, però fou rebutjat; els romans foren derrotats també a la rodalia, al congost de Saunius, però finalment van aconseguir imposar-se i aixecar el setge.
Porcius Cató va morir en una batalla prop del llac Fucinius, però ja l'aprovació pel senat de la Lex Plautia Papiria, que establia que tot ciutadà italià que es presentés en 60 dies al pretor romà podria obtenir la ciutadania, cosa que de fet incloïa tots els que havien quedat exclosos per la llei del 90 aC (que era per a comunitats i només per a un nombre limitat d'individus), va deixar els rebels privats de la seva principal reivindicació, i van començar les dissensions.
Les operacions militars victorioses al nord de Gneu Pompeu Estrabó i del seu lloctinent Sulpici, i al sud de Sul·la, que va derrotar els samnites, va portar a la submissió de lucans, marruquins, vestins i pelignes abans de final d'any.

## Final de la guerra
Marsis i samnites van seguir la lluita. El darrer focus rellevant de resistència fou Asculum, després de la submissió de la qual per Gneu Pompeu Estrabó la guerra es va poder donar per pràcticament finalitzada. Els revoltats van ser derrotats, però van aconseguir tots els seus objectius. Fins i tot, els darrers rebels van aconseguir la ciutadania.